# Naturschutzgebiet Extensivgrünland südlich Hagen

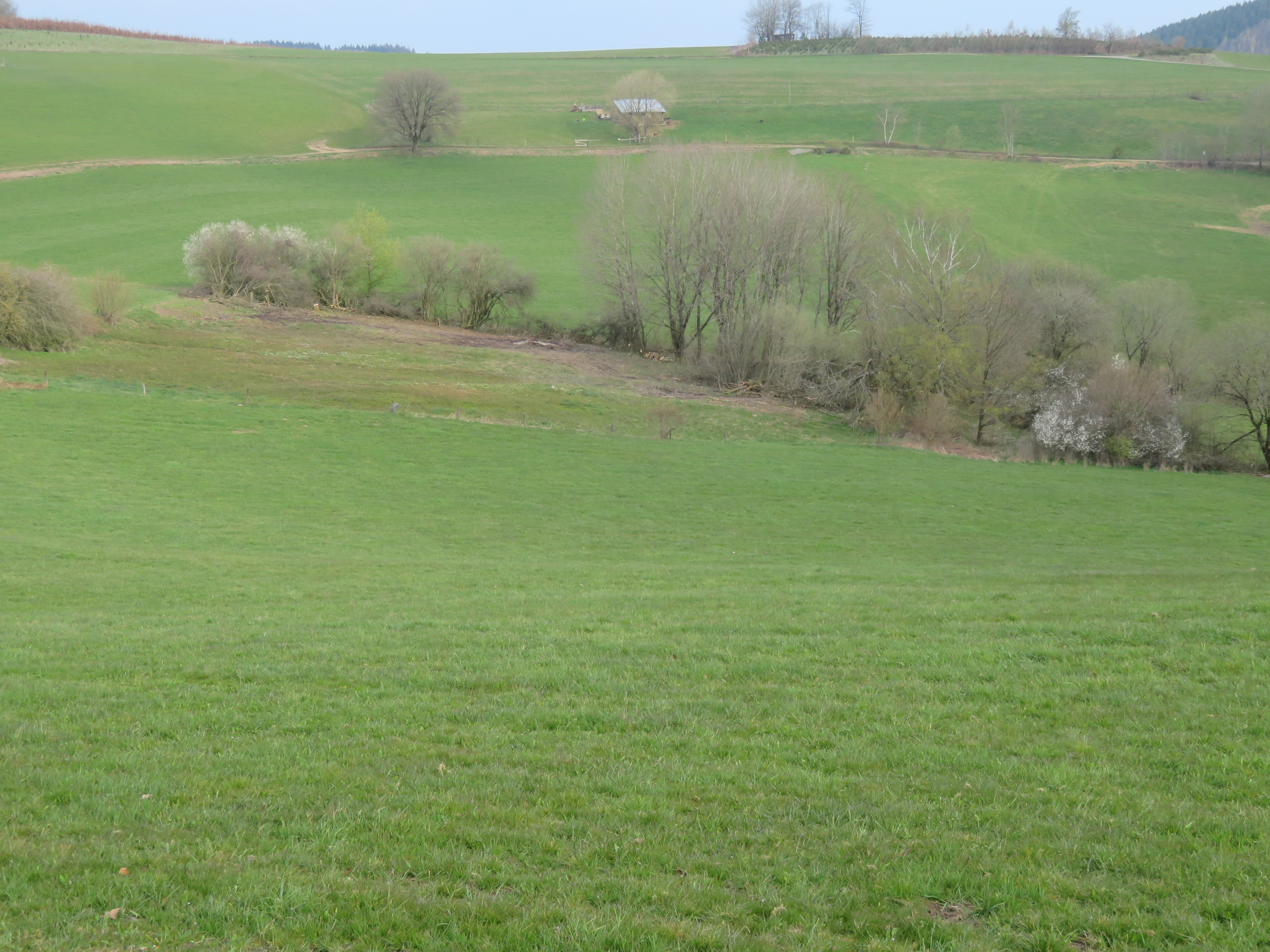
Naturschutzgebiet Extensivgrünland südlich Hagen von Süden

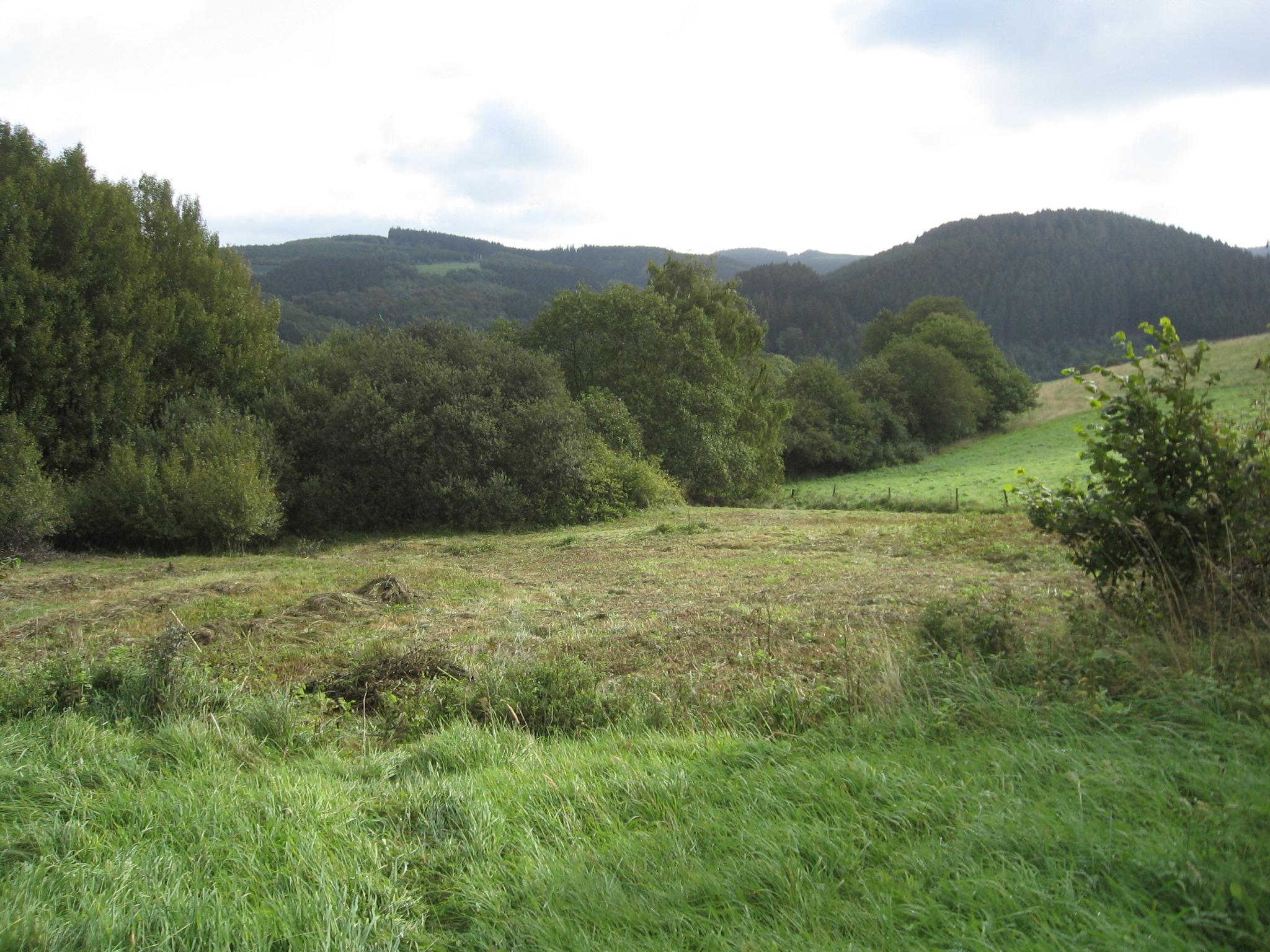
NSG Extensivgrünland südlich von Hagen nach dem Mähen durch den Landschaftspflegetrupp der Biologischen Station Hochsauerlandkreis (2011)

Das Naturschutzgebiet Extensivgrünland südlich Hagen mit einer Flächengröße von 0,3 ha liegt südlich von Hagen im Stadtgebiet von Sundern (Sauerland) im Hochsauerlandkreis. Das Gebiet wurde 1993 mit dem Landschaftsplan Sundern durch den Kreistag des Hochsauerlandkreises erstmals als Naturschutzgebiet mit dem Namen Naturschutzgebiet Grünlandbrache südlich von Hagen ausgewiesen. Bei der Neuaufstellung des Landschaftsplaners Sundern wurde das NSG erneut ausgewiesen. Im Landschaftsplan befindet sich als Zweitname Naturschutzgebiet Extensivgrünland Im Stühlhahn. Das NSG liegt am Hang des Berges Stühlhahn. Im Osten grenzt das Landschaftsschutzgebiet Ortsrandlagen von Hagen an und sonst das Landschaftsschutzgebiet Talraum von Echler- und Rohrsiepen.
Im Fachinformationssystem des Landesamtes für Natur, Umwelt und Verbraucherschutz Nordrhein-Westfalen ist ein 0,22 ha großes Biotop, das im Biotopkataster unter der Nummer BK-4713-0130 mit dem Namen „NSG Grünlandbrache südöstlich von Hagen“ eingetragen ist, vermerkt.

## Gebietsbeschreibung
Beim Gebiet handelt es sich um eine Quellmulde mit Grünland in einem namenlosen Seitentälchen des Rohrsiepen. Das Gebiet wird hauptsächlich von einer artenreichen Mädesüßflur bedeckt. Am Nord und Ostrand liegen im NSG ein dichter Gehölzbestand. An der Nordgrenze liegt ein Schotterweg. Das NSG ist von Grünland umgeben.
Im NSG kommen Arten der Feuchtwiesen wie Sumpfdotterblume und feuchten Hochstaudenfluren wie Mädesüß vor.
Die Fläche war bis 2020 lange Jahre von der Stadt Sundern angepachtet. Seit 2020 ist sie im Besitz des Landes NRW.

## Schutzzweck
Das Naturschutzgebiet wurde zum Schutz einer gefährdeten Biozönose mit hoher struktureller Vielfalt mit Wert für Schmetterlinge und Wiesenvögel eingerichtet. Wie bei allen Naturschutzgebieten in Deutschland wurde in der Schutzausweisung darauf hingewiesen, dass das Gebiet „wegen der Seltenheit, besonderen Eigenart und Schönheit des Gebietes“ zum Naturschutzgebiet wurde.